# Кокино (Комаричский район)
Ко́кино — деревня в Комаричском районе Брянской области. Входит в состав Лопандинского сельского поселения. Постоянное население — 449 человек (2012 год).

## География
Деревня Кокино расположена в 10 км к северу от Комаричей. Высота над уровнем моря — 138 м.

## История

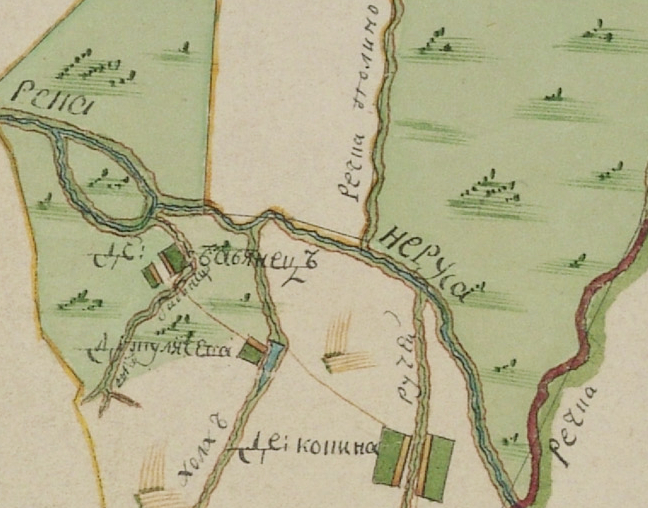
Бабинец, Туличево и Кокино на карте 1780-х годов

Упоминается с начала XVII века в составе Радогощского стана Комарицкой волости. В XVIII—XIX веках деревня была владением Голицыных. Население Кокина в 1763 году составляло 640 человек. Деревня была частью прихода Успенского храма села Радогощь. 
В 1778—1782 годах деревня входила в состав Луганского уезда, затем, до 1929 года, в Севском уезде (с 1861 года в составе Радогощской волости, с 1924 года в Комаричской волости). В 1835 году здесь проживало 355 душ мужского и 373 женского пола. 
В 1866 году в деревне было 97 дворов и проживало 696 человек (327 мужского пола и 369 женского). В 1877 году здесь было уже 130 дворов и проживали 796 жителей. В 1899 году в Кокино была открыта земская школа. Максимальное число жителей деревни было в 1926 году, тогда здесь проживало 2100 человек и числилось 347 хозяйств. 
До 2005 года Кокино было административным центром Кокинского сельсовета.

## Население
| 1897 | 1979 | 2002 | 2010 | 2013 |
| ---- | ---- | ---- | ---- | ---- |
| 1329 | ↘500 | ↘454 | ↗461 | ↘444 |

## Улицы
В Кокино 3 улицы:
- Заречная
- Молодёжная
- Центральная

## Памятники истории
На кладбище деревни Кокино находится братская могила советского активиста Никифора Николаевича Сологубова, убитого классовыми врагами в 1939 году, и офицера (имя неизвестно), погибшего во время Великой Отечественной войны в бою с немецко-фашистскими захватчиками в 1943 году. Сначала над могилой был установлен деревянный обелиск, в 1970 году заменён на каменный.